# BLACK (白石桔梗の曲)
『BLACK』（ブラック）は、2008年2月20日発売の日本の歌手・白石桔梗のデビューシングル。発売元はGIZA studio。

## 解説
- 「CDのみ」「CD＋DVD」の2形態で発売、ジャケットは共通のものである。なお、初回盤にはテレビ・Web連動型ダンス・エンタテインメント番組「DANCE SHUFFLE」でオンエアされた「BLACK」のPVのロングバージョンを収録したDVDが付いている。
- 表題曲の「BLACK」は、TVK・KBS「DANCE SHUFFLE」オープニングテーマ、「MU-GEN～Music Generations」エンディングテーマ。
- カップリングの「STEP UP」のみ、1枚目のミニアルバム「norizm」に収録。

## 収録曲

### CD
1. BLACK
作詞：白石桔梗、松井五郎 作曲：白石桔梗、ユン・イルサン　編曲：中沢昭宏
2. STEP UP
作詞・作曲：白石桔梗　編曲：中沢昭宏

### DVD（初回版のみ）
1. BLACK〜Dance Exercise Ver.〜